# Hosszúfarkú tündérmadár
A hosszúfarkú tündérmadár (Malurus elegans) a madarak osztályának verébalakúak (Passeriformes) rendjébe és a tündérmadárfélék (Maluridae) családjába tartozó faj.

## Rendszerezése
A fajt John Gould angol ornitológus írta le 1837-ben.

## Előfordulása
Ausztrália délnyugati részén honos. Természetes élőhelyei a mérsékelt övi erdők és cserjések.

## Megjelenése
Testhossza 16 centiméter, testtömege 8,5–11,5 gramm, farok hossza 7,5 centiméter. A hím tollazata ragyogó kék, gesztenye, fekete és szürke-barna kontrasztú. 
|  |

## Életmódja
A földön keresi, páfrányok és alacsonyabb cserjék védelmében keresi rovarokból, bogarakból és  hangyákból álló táplálékát, de szaporodási idején idején pókokat és hernyókat is fogyaszt. Táplálékigényét nehezebben tudja kielégíteni a téli időszakban, ezért kell a tavaszi időszakban költenie.

## Szaporodása
A szaporodási időszaka rövidebb, mint a többi tündérmadárnak, októbertől (ritkán szeptembertől) decemberig tart. A fészket csak a tojó készíti a föld felett körülbelül 20 cm-re. Gyengén font fűből készíti kupola szerkezetűre, melynek bejárata oldalt van. Belsejét finom fűvel és anyagokkal béleli. A fészekben 2 vagy 3 matt krém-fehér ovális tojás található, vörös foltokkal. A költés 14-15 napig tart, és 94%-ban a tojások sikeresen kikelnek. A kikelt fiókák kopaszok, vörös színűek és vakok. A kirepülés 1 hónap után történik.

## Természetvédelmi helyzete
Az elterjedési területe nem nagy, egyedszáma pedig csökken, de még nem éri el a kritikus szintet. A Természetvédelmi Világszövetség Vörös listáján nem fenyegetett fajként szerepel.

## Fordítás
- Ez a szócikk részben vagy egészben  a   Red-winged Fairywren című angol Wikipédia-szócikk ezen változatának fordításán alapul.  Az eredeti cikk szerkesztőit annak laptörténete sorolja fel. Ez a jelzés csupán a megfogalmazás eredetét és a szerzői jogokat jelzi, nem szolgál a cikkben szereplő információk forrásmegjelöléseként.